# Рио-Гранде (река, Огненная Земля)
Рио-Гранде (исп. Río Grande) — река на острове Огненная Земля, протекает по территории Чили и Аргентины. Длина реки — 240 км.
Рио-Гранде крупнейшая река острова, рядом с устьем на реке расположен крупнейший город острова — Рио-Гранде.

## География и гидрология
Средний расход воды 40-50 м³/с.
Истоки реки расположены на чилийской части острова, в области Магальянес. Далее река протекает по аргентинской части острова и впадает в Атлантический океан в городе Рио-Гранде. Местность, по которой протекает река, в основном покрыта самыми южными на планете Магеллановыми лесами, частично — степными районами.
Основные притоки реки:
- левые — Хапон, Расфен, Эрминита, Монета;
- правые — Доноса, Риверос, Рио-Бланко, Корчане, Бельявиста, Турба, Мак-Леннан, Канделария.